# Punta Goloritze
Il monumento naturale Punta Goloritze è un'area naturale protetta della regione Sardegna istituita nel 1993.
Occupa una superficie di 13,24 ha nella  provincia di Nuoro.. Si trova nel territorio di Baunei.